# Хорватские лейбористы — Партия труда
Хорватские лейбористы — Партия труда (хорв. Hrvatski laburisti - Stranka rada, HL-SR) — политическая партия Хорватии лейбористского толка. Занимает более левые позиции, чем партии левоцентристской коалиции (изначально называвшейся Кукурику), хотя в 2015—2016 годах состояла в последней.
Партия основана в 2010 году бывшим профсоюзным лидером и бывшим членом партии Хорватская народная партия — Либеральные демократы Драгутином Лесаром, который был единственным представителем новой партии в Саборе 6-го созыва. На выборах 2011 года партия завоевала 6 мест в парламенте 7-го созыва, по числу парламентариев делит 4-5 место с Хорватским демократическим союзом Славонии и Бараньи.
После вступления Хорватии в ЕС по результатам выборов в Европарламент 2013 года партия заняла третье место (с 5,77 % голосов) и провела 1 депутата — Николу Вулянича, изначально вошедшего во фракцию Прогрессивный альянс социалистов и демократов, а затем — в группу Европейские объединённые левые/Лево-зелёные Севера.